# Ron Ramsey
Ronald Lynn "Ron" Ramsey (Johnson City, 20 de novembro de 1955) foi o 49° vice-governador do estado americano do Tennessee e orador do senado do estado até que foi substituído por Randy MacNally em 9 de janeiro de 2017. Um político republicano de Blountville no leste do Tennessee, Ramsey foi o sucessor do vice-governador de longa data democrata John Shelton Wilder em 2007, que era o vice-governador do estado desde 1971 (os tenessianos não elegem o seu vice-governador. De fato, o orador do senado estadual, que é o primeiro na linha sucessória para ser governador, possui o título por lei).
Ron Ramsey anunciou que não concorreria a reeleição em 2016, e que iria se aposentar da política. O Senador do estado Jon Lundberg (Republicano de Bristol) venceu as eleições primárias para ficar com o cargo de Ramsey em 4 de agosto de 2016.

## Juventude
Ramsey se formou no Colégio Sullivan Central em from 1973, e mais tarde obteve seu Bachelor of Science em 1978, se especializando em tecnologia de construções na East Tennessee State University in Johnson City. Ele é um membro do Conselho consultivo para Créditos Rurais, e antigo presidente da Associação dos Empresários de Blountville, e um ex-presidente e atual membro da da associação de corretores de imóveis de   Bristol. Ele atualmente trabalha como corretor de imóveis e como um leiloeiro.

## Legislatura no estado
Ramsey representa o 4° distrito no senado, esse distrito inclui os condados de Johnson e o de Sullivan no leste do Tennessee.
Ele foi eleito para a Assembleia Geral do estado como um membro da câmara dos representantes em 1992, e trabalhou por dois mandatos. Durante o seu período como deputado estadual, Ramsey representou o 1° distrito, composto pelo condado de Sullivan. Ele foi eleito para o senado estadual em 1996. e foi reeleito em 2000, 2004 e 2008.
Em 2007, Ramsey garantiu o apoio de todos os senadores republicanos e de uma senadora democrata, Rosalind Kurita de Clarksville, na votação para ser orador do senado. Ele venceu por 18 votos 15 de Wilder. Ele é o primeiro republicano que trabalhou como orador do senado estadual em 140 anos. Ramsey nomeou Kurita como oradora pro tempore em retorno ao seu apoio. Ramsey foi reeleito como orador do senado da 106° Assembleia Geral em 2009 por 19 a 14, fazendo dele o vice-governador republicano que serviu por mais tempo na história do Tennessee, e o único desde que foi garantido ao orador do senado o título de vice-governador pela legislatura do estado.
Ramsey se envolveu em uma controvérsia a nível estadual em 2005. Ele foi alegadamente filmado viajando em seu Cadillac na interestadual 40 perto de Cookeville, a 148 km/h. A fita que mostrava Ramsey dirigindo com excesso de velocidade foi feita por Keith Jones, um republicano que vendia detectores de velocidade, equipamentos de radar para agências de aplicação da lei e que eram feitos com equipamentos da polícia.
Durante as eleições de 2004, Ramsey foi um das poucas lideranças da assembleia geral do Tennessee que aceitaram doações de campanha do Comitê de Ações Políticas, de Jack Daniel's, e do Wine & Spirits Wholesalers of Tennessee.
Em 2008, Ramsey apoiou Fred Thompson nas primárias republicanas como candidato a Presidência dos Estados Unidos. Em 16 março de 2016, Ramsey postou em sua conta no Facebook que ele não iria tentar a reeleição e que iria sair da política. Houve eleições para substitui-lo como orador do senado e o vencedor foi o senador Jon Lundberg.

## Candidatura para governador em 2010
Em 28 de fevereiro de 2009, ele anunciou que iria concorrer as primárias republicanas para governador do Tennessee em 2010.
Em 6 de julho de 2010, cerca de vinte organizações ligadas ao Tea Party, metade das aproximadamente quarenta deste tipo no Tennessee, decidiram apoiar Ramsey para governador do estado por suas posições a respeito de soberania nacional, saúde, imigração e questões fiscais. Eric Stamper, um membro da organização Sumner United for Responsible Government, que foi responsável por coordenar os processos de vetos e apoios na campanha disse ao Times Free Press que: "o apoio dessas organizações confirma de uma vez por todas que Ramsey é o candidato do Tea Party", na época ele declarou que estava "impressionado" pelos apoios.
Em 14 de julho de 2010, Ramsey declarou que os estados deveriam fazer algo em relação as tentativas de levar as leis Sharia para os Estados Unidos: "Mas eles cruzam a barreira quando começam a tentar trazer a Sharia para os Estados Unidos. Agora, você poderia até mesmo argumentar se ser muçulmano é realmente uma religião, ou é uma nacionalidade, modo de vida, culto, o que você quiser chamar. Mas, certamente nós protegemos nossas religiões, e ao mesmo tempo isso é algo que nós vamos ter que enfrentar."
Nas eleições primárias de 5 de agosto de 2010, ele recebeu 22% dos votos, terminando em 3° lugar, o candidato e vencedor das eleições gerais foi Bill Haslam, e ele continuou sendo o vice-governador. 

## Histórico eleitoral
| Partido | Partido | Candidato     | Votos  | Votos (%) |
| ------- | ------- | ------------- | ------ | --------- |
|         | GOP     | Ron Ramsey    | 36 105 | 71,5%     |
|         | D       | Vance Carrier | 14 394 | 28,5%     |
| Totais  | Totais  | Totais        | 50 499 |           |
| Fonte:  |         |               |        |           |

| Partido | Partido | Candidato      | Votos  | Votos (%) |
| ------- | ------- | -------------- | ------ | --------- |
|         | GOP     | Ron Ramsey     | 43 560 | 65,58%    |
|         | D       | "John" McKamey | 22 867 | 34,42%    |
| Totais  | Totais  | Totais         | 66 427 |           |
| Fonte:  |         |                |        |           |

| Partido | Partido | Candidato  | Votos  | Votos (%) |
| ------- | ------- | ---------- | ------ | --------- |
|         | GOP     | Ron Ramsey | 48 774 | 72,73%    |
|         | D       | Bill Jones | 18 292 | 27,27%    |
| Totais  | Totais  | Totais     | 67 066 |           |
| Fonte:  |         |            |        |           |

| Partido | Partido | Candidato       | Votos   | Votos (%) |
| ------- | ------- | --------------- | ------- | --------- |
|         | GOP     | Bill Haslam     | 341 229 | 47,34%    |
|         | GOP     | Zach Wamp       | 210 332 | 29,18%    |
|         | GOP     | Ron Ramsey      | 158 960 | 22,05%    |
|         | GOP     | Joe Kirkpatrick | 6 775   | 0,94%     |
|         | GOP     | Basil Marceaux  | 3 508   | 0,49%     |
| Totais  | Totais  | Totais          | 720 804 |           |
| Fonte:  |         |                 |         |           |